# Electronic Entertainment Expo 2015
La Electronic Entertainment Expo 2015, también conocida como E3 2015, fue la vigésimo primera edición de la Electronic Entertainment Expo. La E3 es una feria anual de la industria de los videojuegos presentada por la Entertainment Software Association (ESA) y usada por muchas empresas para presentar sus videojuego y su hardware. El evento se celebró del 10 al 18 de junio en el Centro de Convenciones de Los Ángeles, California.
Entre los principales expositores de la convención estaban Activision, Atlus, Bethesda, Electronic Arts, Microsoft, Nintendo, Nvidia, Sony, Square Enix y Ubisoft.

## Conferencias de prensa

### Bethesda
Bethesda tuvo su primera conferencia en el E3 el domingo 14 de junio a las 19:00 PDT (lunes 15 de junio a las 4:00 CEST).

### Microsoft
Microsoft tuvo su conferencia el lunes 15 de junio a las 9:30 PDT (18:30 CEST).
Entre otras cosas, presentaron la retrocompatibilidad de juegos de Xbox 360 con Xbox One, el controlador Xbox Elite para Xbox One y varios juegos no anunciados, además de una demo de Minecraft con el dispositivo de realidad argumentada Microsoft HoloLens.

### Electronic Arts
Electronic Arts tuvo su conferencia el lunes 15 de junio a las 13:00 PDT (22:00 CEST). La conferencia duró poco más de una hora.

### Ubisoft
Ubisoft tuvo su conferencia el lunes 15 de junio a las 15:00 PDT (martes 16 de junio a las 0:00 CEST).

### Sony
Sony tuvo su conferencia el lunes 15 de junio a las 18:00 PDT (martes 16 de junio a las 3:00 CEST).
En ella se anunció que The Last Guardian se encontraba en desarrollo para PS4 (ya que no se lanzaría para PS3) y que saldría a la venta en 2016 (se mostró gameplay), se anunció la esperada nueva versión de Final Fantasy VII que saldrá "primero en PS4", y además el Kickstarter de Shenmue III, con la presencia en el escenario de Yu Suzuki, creador de la saga. Debido a estos anuncios, muchos catalogan a esta conferencia como la mejor en toda la historia del E3.

### Nintendo
Nintendo por tercer año consecutivo decidió no tener una conferencia tradicional y, en su lugar, hacer un Nintendo Digital Event, que fue retransmitida en línea el martes 16 de junio a las 9:00 PDT (18:00 CEST).
Se anunciaron algunos títulos nuevos, y se mostró gameplay de Star Fox Zero, pero en general este Digital Event no fue bien recibido por el público. Incluso se inició una campaña en change.org para que cancelaran un juego de la serie Metroid para 3DS que se anunció en este Digital Event.

### Square Enix
Square Enix tuvo su conferencia el martes 16 de junio a las 10:00 PDT (19:00 CEST).

### PC Gaming Show
Una conferencia de prensa centrada en PC tuvo lugar el martes 16 de junio a las 17:00 PDT (miércoles 17 de junio a las 2:00 CEST) por la revista de videojuegos PC Gamer y AMD.  Empresas como Blizzard Entertainment, Microsoft Studios, Bohemia Interactive, Paradox Interactive, Obsidian Entertainment, as well as Tripwire Interactive, ArenaNet, The Creative Assembly, Frictional Games, Frontier Developments, SCS Software, Splash Damage, Square Enix, Cloud Imperium Games and Devolver Digital estuvieron presentes durante la conferencia. El presentador de la conferenciaría fue Sean Plott.

## Lista de expositores
Lista de los principales expositores que estuvieron presentes en la E3 2015.
| - 505 Games - Alienware - Activision - Atlus - Bandai Namco - Bethesda - Capcom - Crytek - Deep Silver | - Disney Interactive - Electronic Arts - Mattel - Microsoft - Nintendo - Nvidia - Oculus VR - Razer | - Sony - Square Enix - Take Two Interactive - Telltale Games - Turtle Beach - Ubisoft - Warner Bros. Interactive - Wizards of the Coast |

## Lista de videojuegos
| 13AM Games - Runbow (Wii U) 2K Games - Battleborn (PC / PS4 / Xbox One) - Civilization: Beyond Earth – Rising Tide (PC) - WWE 2K16 (PS3 / PS4 / Xbox 360 / Xbox One) - XCOM 2 (PC) 505 Games - Abzû (PC / PS4) - Adrift (PC / PS4 / Xbox One) - Assetto Corsa (PS4 / Xbox One) - Brothers: A Tale of Two Sons (PS4 / Xbox One) - Payday 2: Crimewave Edition (PS4 / Xbox One) - Overkill's The Walking Dead (PC / PS4 / Xbox One) Activision Blizzard - Call of Duty: Black Ops III (PC / PS3 / PS4 / Xbox 360 / Xbox One) - Destiny: The Taken King (PS3 / PS4 / Xbox 360 / Xbox One) - Guitar Hero Live (PS3 / PS4 / Wii U / Xbox 360 / Xbox One) - Skylanders: SuperChargers (3DS / iOS / PS3 / PS4 / Wii / Wii U / Xbox 360 / Xbox One) - Tony Hawk's Pro Skater 5 (PS3 / PS4 / Xbox 360 / Xbox One) - Transformers: Devastation (PC / PS3 / PS4 / Xbox 360 / Xbox One) The Astronauts - The Vanishing of Ethan Carter (PS4) Atlus - Persona 4: Dancing All Night (Vita) - Persona 5 (PS3 / PS4) - The Deadly Tower of Monsters (PC / PS4) Autumn Games - Skullgirls: 2nd Encore (PS4 / Vita) Bandai Namco Entertainment - Dark Souls III (PC / PS4 / Xbox One) - Naruto Shippuden: Ultimate Ninja Storm 4 (PC / PS4 / Xbox One) - Project X Zone 2 (3DS) - Tales of Zestiria (PC / PS3 / PS4) Bethesda Softworks - BattleCry (PC) - Dishonored 2 (PC / PS4 / Xbox One) - Dishonored: Definitive Edition (PS4 / Xbox One) - Doom (PC / PS4 / Xbox One) - Fallout 4 (PC / PS4 / Xbox One) - Fallout Shelter (iOS / Android) - The Elder Scrolls Online: Tamriel Unlimited (PS4 / Xbox One) - The Elder Scrolls: Legends (PC / iOS) Blizzard Entertainment - Heroes of the Storm (PC) - Overwatch (PC) - StarCraft II: Legacy of the Void (PC) Bohemia Interactive - ARMA 3: Tanoa (PC) - Take On Mars (TKOM) (PC) Bossa Studios - I am Bread (PC / PS4) Capcom - Devil May Cry 4: Special Edition (PC / PS4 / Xbox One) - Mega Man Legacy Collection (3DS / PC / PS4 / Xbox One) - Resident Evil 0 HD Remaster (PC / PS3 / PS4 / Xbox 360 / Xbox One) - Street Fighter V (PC / PS4) Capybara Games - Super Time Force Ultra (PS4 / Vita) CI Games - Sniper: Ghost Warrior 3 (PC / PS4 / Xbox One) Crytek - Hunt: Horrors of the Gilded Age (PC / PS4 / Xbox One) - Robinson: The Journey (PSVR) Daybreak Game Company - PlanetSide 2 (PS4) Deep Silver - Mighty No. 9 (3DS / PC / PS3 / PS4 / Vita / Wii U / Xbox 360 / Xbox One) Devolver Digital - Broforce (PC / PS4 / Vita) - Crossing Souls (PC / PS4 / Vita) - Eitr (PC / PS4) - Enter the Gungeon (PC / PS4) - Mother Russia Bleeds (PC / PS4) - Ronin (PC / PS4) - Shadow Warrior 2 (PC / PS4 / Xbox One) Disney Interactive Studios - Disney Infinity 3.0 (iOS / PC / PS3 / PS4 / Wii U / Xbox 360 / Xbox One) Double Fine Productions - Gang Beasts (PC / PS4 / Vita) Electronic Arts - FIFA 16 (Android / iOS / PC / PS3 / PS4 / Xbox 360 / Xbox One) - Madden NFL 16 (PS3 / PS4 / Xbox 360 / Xbox One) - Mass Effect: Andromeda (PC / PS4 / Xbox One) - Minions Paradise (iOS / Android) - Mirror's Edge Catalyst (PC / PS4 / Xbox One) - NBA Live 16 (PS4 / Xbox One) - Need for Speed (PC / PS4 / Xbox One) - NHL 16 (PS4 / Xbox One) - Plants vs. Zombies: Garden Warfare 2 (PC / PS4 / Xbox One) - Star Wars Battlefront (PC / PS4 / Xbox One) - Star Wars: The Old Republic - Knights of the Fallen Empire (PC) - Unravel (PC / PS4 / Xbox One) | Focus Home Interactive - Act of Aggression (PC) - Battlefleet Gothic: Armada (PC) - Blood Bowl 2 (PC / PS4 / Xbox One) - Divinity: Original Sin - Enhanced Edition (PC / PS4 / Xbox One) - Farming Simulator 15 (PC / PS3 / PS4 / Vita / Xbox 360 / Xbox One) - Mordheim: City of the Damned (PC / PS4 / Xbox One) - Space Hulk: Deathwing (PC / PS4 / Xbox One) - The Technomancer (PC / PS4 / Xbox One) - Deck13 Interactive (TBA) - Vampyr (PC / PS4 / Xbox One) Frictional Games - Soma (PC / PS4) Frontier Developments - Planet Coaster (PC) Harmonix - Amplitude (PS3 / PS4) - Rock Band 4 (PS4 / Xbox One) Headup Games - Typoman (Wii U) Hello Games - No Man's Sky (PC / PS4) Image & Form - SteamWorld Heist (3DS) Iron Galaxy Studios - Capsule Force (PS4) Konami - Metal Gear Solid V: The Phantom Pain (PC / PS3 / PS4 / Xbox 360 / Xbox One) - Pro Evolution Soccer 2016 (PC / PS3 / PS4 / Xbox 360 / Xbox One) Level-5 - Little Battlers Experience (3DS) Microsoft Studios - Ashen (PC / Xbox One) - Below (PC / Xbox One) - Castle Crashers Remastered (PC / Xbox One) - Cuphead (PC / Xbox One) - Fable Legends (PC / Xbox One) - Forza Motorsport 6 (Xbox One) - Gears of War 4 (Xbox One) - Gears of War: Ultimate Edition (PC / Xbox One) - Gigantic (PC / Xbox One) - Halo 5: Guardians (Xbox One) - Killer Instinct (PC / Xbox One) - Rare Replay (Xbox One) - ReCore (PC / Xbox One) - Sea of Thieves (PC / Xbox One) n-Space - Sword Coast Legends (PC / PS4 / Xbox One) Natsume - Brave Tank Hero (3DS / Wii U) - Gotcha Racing (3DS) - Harvest Moon: Seeds of Memories (iOS / PC / Wii U) - Ninja Strike (Wii U) Nintendo - Animal Crossing: Amiibo Festival (Wii U) - Animal Crossing: Happy Home Designer (3DS) - Bravely Second: End Layer (3DS) - Chibi-Robo! Zip Lash (3DS) - EarthBound Beginnings (Wii U) - Fatal Frame: Maiden of Black Water (Wii U) - Fire Emblem Fates (3DS) - Hyrule Warriors Legends (3DS) - The Legend of Zelda: Tri Force Heroes (3DS) - Mario & Luigi: Paper Jam (3DS) - Mario & Sonic at the Rio 2016 Olympic Games (3DS / Wii U) - Mario Tennis: Ultra Smash (Wii U) - Metroid Prime: Federation Force (3DS) - Pokémon Super Mystery Dungeon (3DS) - Star Fox Zero (Wii U) - Super Mario Maker (Wii U) - Super Smash Bros. for Nintendo 3DS and Wii U (3DS / Wii U) - Tokyo Mirage Sessions ♯FE (Wii U) - Xenoblade Chronicles X (Wii U) - Yo-kai Watch (3DS) - Yoshi's Woolly World (Wii U) Panic - Firewatch (PC / PS4) Paradox Interactive - Hollowpoint (PC / PS4) Pixel Titans - Strafe (PC) Poppermost Productions - Snow (PC / PS4) Psyonix - Rocket League (PC / PS4) Rebellion Developments - Battlezone (PC / PS4) Renegade Kid - Mutant Mudds Super Challenge (3DS / Wii U) Riot Games - League of Legends (PC) RocketWerkz - Ion (PC / Xbox One) SCS Software - American Truck Simulator (PC) | Sega - Total War: Warhammer (PC) Shin'en Multimedia - Fast Racing Neo (Wii U) Ska Studios - Salt and Sanctuary (PC / PS4 / Vita) Sony Computer Entertainment - Alone with You (PS4 / Vita) - Calvino Noir (PS4) - Drawn to Death (PS4) - Dreams (PS4) - Fat Princess Adventures (PS4) - God of War III Remastered (PS4) - Guns Up! (PS3 / PS4 / Vita) - Horizon Zero Dawn (PS4) - Journey (PS4) - Kill Strain (PS4) - N++ (PS4) - Ratchet & Clank (PS4) - RIGS: Mechanized Combat League (PS4) - Shadow of the Beast (PS4) - Tearaway Unfolded (PS4) - The Last Guardian (PS4) - The Tomorrow Children (PS4) - Uncharted 4: A Thief's End (PS4) - Until Dawn (PS4) Square Enix - Deus Ex: Mankind Divided (PC / PS4 / Xbox One) - Dragon Quest Heroes: The World Tree's Woe and the Blight Below (PS4) - Final Fantasy VII Remake (PS4) - Final Fantasy XIV: Heavensward (PC / PS3 / PS4) - Hitman (PC / PS4 / Xbox One) - I Am Setsuna (PS4 / Vita) - Just Cause 3 (PC / PS4 / Xbox One) - Kingdom Hearts III (PS4 / Xbox One) - Kingdom Hearts: Unchained χ (Android / iOS) - Lara Croft Go (Android / iOS) - Life Is Strange (PC / PS3 / PS4 / Xbox 360 / Xbox One) - Nier: Automata (PS4) - Rise of the Tomb Raider (PC / PS4 / Xbox 360 / Xbox One) - Star Ocean: Integrity and Faithlessness (PS3 / PS4) - World of Final Fantasy (PS4 / Vita) Team17 - Galak-Z: The Dimensional (PC / PS4 / Vita) Telltale Games - The Walking Dead: Michonne (Android / iOS / PC / PS3 / PS4 / Xbox 360 / Xbox One) Tiger & Squid - Beyond Eyes (PC / PS4 / Xbox One) Tripwire Interactive - Rising Storm 2: Vietnam (PC) Ubisoft - Anno 2205 (PC) - Assassin's Creed Syndicate (PC / PS4 / Xbox One) - The Crew: Wild Run (PC / PS4 / Xbox 360 / Xbox One) - For Honor (PC / PS4 / Xbox One) - Just Dance 2016 (PS3 / PS4 / Wii / Wii U / Xbox 360 / Xbox One) - South Park: The Fractured But Whole (PC / PS4 / Xbox One) - Tom Clancy's Ghost Recon Wildlands (PC / PS4 / Xbox One) - Tom Clancy's Rainbow Six Siege (PC / PS4 / Xbox One) - Tom Clancy's The Division (PC / PS4 / Xbox One) - TrackMania Turbo (PC / PS4 / Xbox One) Versus Evil - The Banner Saga (PS4 / Vita) Viva Media - Goliath (PC) Vlambeer - Nuclear Throne (PC / PS3 / PS4 / Vita) Warhorse Studios - Kingdom Come: Deliverance (PC / PS4 / Xbox One) Warner Bros. - Batman: Arkham Knight (PC / PS4 / Xbox One) - Lego Marvel's Avengers (3DS / PC / PS3 / PS4 / Vita / Wii U / Xbox 360 / Xbox One) - Lego Dimensions (PS3 / PS4 / Wii U / Xbox 360 / Xbox One) - Mad Max (PC / PS4 / Xbox One) WayForward Technologies - Shantae: Half-Genie Hero (PC / PS3 / PS4 / Vita / Wii U / Xbox 360 / Xbox One) XSEED Games - Corpse Party: Blood Drive (Vita) - Earth Defense Force 2: Invaders from Planet Space (Vita) - Earth Defense Force 4.1 - The Shadow of New Despair (PS4) - The Legend of Heroes: Trails of Cold Steel (PS3 / Vita) - Onechanbara Z2: Chaos (PS4) - Return to PololoCrois: A Story of Seasons Fairy Tale (3DS) - Senran Kagura Estival Versus (PS4 / Vita) - Senran Kagura 2: Deep Crimson (3DS) - Nitroplus Blasterz: Heroines Infinite Duel (PS4 / PS3) YS Net - Shenmue III (PC / PS4) |